# Gyroscala lamellosa
Gyroscala lamellosa es una especie de molusco gasterópodo de la familia Epitoniidae. 

## Distribución geográfica
Se encuentra en aguas poco profundas, a partir de Nueva Zelanda y Australia y las islas Hawái.